# Parectopa pulverella
Parectopa pulverella là một loài bướm đêm thuộc họ Gracillariidae. Nó được tìm thấy ở Cộng hòa Dominica và quần đảo Virgin (Saint Thomas).